# Gzim Selmani
Gzim Selmani (Amsterdam, 16 juni 1994), beter bekend als Rezar, is een Kosovaars-Nederlands professioneel worstelaar en voormalig MMA-vechter die vooral bekend is van zijn bij de World Wrestling Entertainment.
In 2015 tekende Selmani bij WWE en heeft sindsdien alleen in tag team competitie geworsteld met Akam, als The Authors of Pain, met Paul Ellering als manager. Rezar is een voormalige NXT en Raw Tag Team Champion en won samen het 2016 Dusty Rhodes Tag Team Classic-toernooi.

## Begin carrière
Gzim Selmani is opgegroeid in Huizen. Hij begint op jonge leeftijd met Judo en stapt op latere leeftijd over naar het kickboksen en MMA. Hij wordt in 2013 wereldkampioen kickboksen in het zwaargewicht. Hij heeft als MMA-vechter zes maal gewonnen en twee maal verloren. Op 24 oktober 2017 vecht hij eenmalig voor Bellator waar hij verliest van de Amerikaan Daniel Gallemore. In 2015 tekent hij een contract bij de WWE.

## WWE

### NXT
Op 8 juni 2016 maakt Gzim Selmani zijn debuut voor NXT als onderdeel van het tag team The Authors of Pain. Hij is hiermee de eerste Nederlander ooit op TV bij de WWE.
Het duo wint in 2016 de 'Dusty Rhodes Tag Team Classic' en op 27 januari 2017 winnen de Authors of Pain het NXT Tag Team Championship.

### WWE Raw
Op 9 april 2018 maakt Gzim Selmani als onderdeel van The Authors of Pain zijn debuut op WWE Raw. Zij verslaan het team van Heath Slater & Rhyno. Na de wedstrijd breken zij met hun manager Ellering.

## MMA records
| Uitsplitsing van professionele records | Uitsplitsing van professionele records | Uitsplitsing van professionele records |
| -------------------------------------- | -------------------------------------- | -------------------------------------- |
| 26 wedstrijden                         | 6 overwinningen                        | 2 nederlagen                           |
| Door knockout                          | 2                                      | 2                                      |
| Door submission                        | 4                                      | 0                                      |

## Prestaties
- Pro Wrestling Illustrated
  - Gerangschikt op nummer 211 van de top 500 singles worstelaars in de PWI 500 in 2018 en 2019[3][4]
- WWE
  - WWE Raw Tag Team Championship (1 keer) – met Akam[5]
  - NXT Tag Team Championship (1 keer) – met Akam[5]
  - Dusty Rhodes Tag Team Classic (2016) – met Akam[5]